# 周防佐山駅
周防佐山駅（すおうさやまえき）は、山口県山口市佐山字河内神五にある、西日本旅客鉄道（JR西日本）宇部線の駅。

## 歴史
- 1925年（大正14年）3月26日：宇部鉄道の小郡（現・新山口） - 本阿知須（現・阿知須）間延伸により開業[2]。
- 1943年（昭和18年）5月1日：宇部鉄道国有化[3]。国有鉄道宇部東線の駅となる[3]。
- 1945年（昭和20年）6月20日：一般駅となる[2]。
- 1948年（昭和23年）2月1日：宇部東線が宇部線に改称され、当駅もその所属となる[3]。
- 1962年（昭和37年）
  - 3月27日：駅舎改築[4]。
  - 9月1日：貨物取扱廃止[2]。
- 1971年（昭和46年）10月1日：無人駅となる[5]（簡易委託駅）。
- 1987年（昭和62年）4月1日：国鉄分割民営化により、西日本旅客鉄道の駅となる[3]。
- 2012年（平成24年）：簡易委託解除[1]。

## 駅構造
宇部新川方面に向かって右側に単式ホーム1面1線の地上駅。ホームに面して駅舎がある。無人駅である。

## 利用状況
1日の平均乗車人員は以下の通りである。
| 乗車人員推移 | 乗車人員推移 |
| 年度         | 1日平均人数  |
| ------------ | ------------ |
| 1999         | 132          |
| 2000         | 121          |
| 2001         | 119          |
| 2002         | 107          |
| 2003         | 83           |
| 2004         | 83           |
| 2005         | 77           |
| 2006         | 74           |
| 2007         | 68           |
| 2008         | 75           |
| 2009         | 87           |
| 2010         | 80           |
| 2011         | 71           |
| 2012         | 57           |
| 2013         | 59           |
| 2014         | 64           |
| 2015         | 66           |
| 2016         | 56           |
| 2017         | 53           |
| 2018         | 57           |
| 2019         | 54           |
| 2020         | 46           |
| 2021         | 41           |
| 2022         | 41           |

## 駅周辺
佐山地区の中心地区に近い。
最も近いバス停は国道190号上の「佐山」バス停（駅から約700m）で、宇部市交通局の新山口駅と宇部新川駅を結ぶ路線が停車する。
- 山口市立佐山小学校
- 山口市佐山地域交流センター
- 国道190号
- 山口県道25号宇部防府線
- 山口県道212号山口阿知須宇部線

## 隣の駅
西日本旅客鉄道（JR西日本）
■宇部線
深溝駅 - 周防佐山駅 - 岩倉駅